# Taira no Tomomori

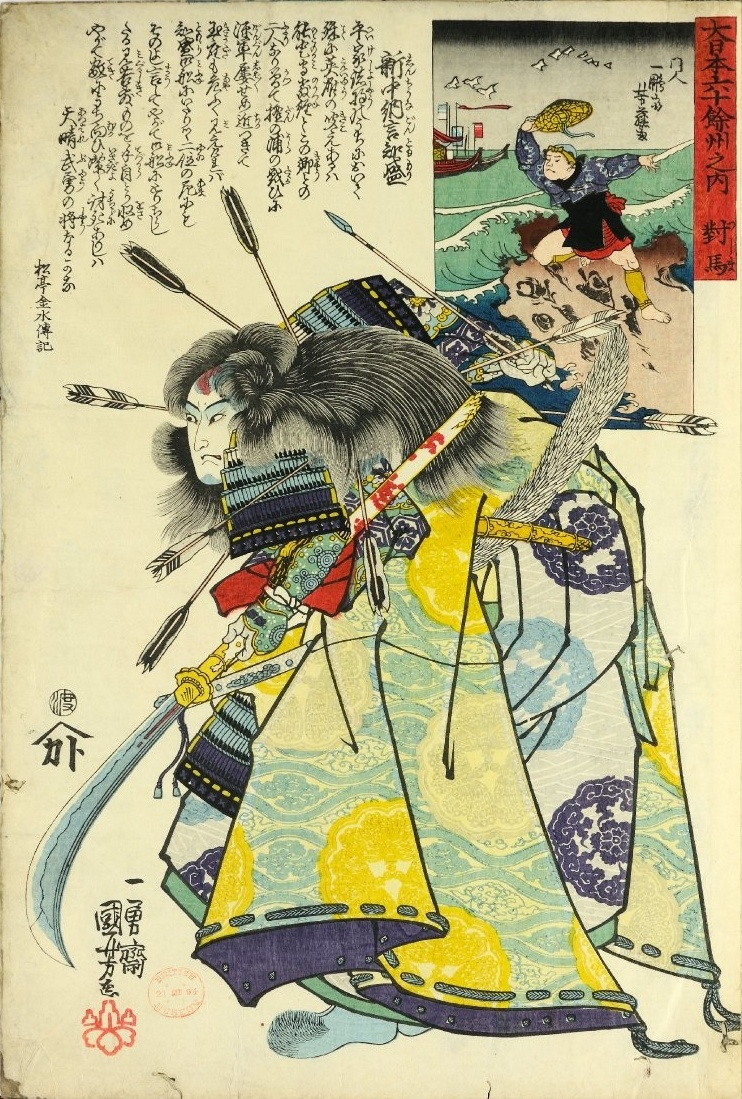
Fiktive Darstellung des Taira no Tomomori, Farbholzschnitt von Kuniyoshi, ca. 1845

Taira no Tomomori (jap. 平 知盛; * 1152; † 25. April 1185) war der Sohn von Taira no Kiyomori und einer der Clanführer und Kommandeure der Taira im Gempei-Krieg.
Er war der Sieger in der Schlacht von Uji (1180) zum Beginn des Gempei-Krieges 1180 sowie in der Schlacht von Yahagigawa 1181. Bei letzterer zwang er die feindlichen Minamoto zum Rückzug, Tomomori wurde jedoch krank und die Verfolgung wurde abgebrochen. 
Tomomori siegte in der Mizushima zwei Jahre später erneut über die Minamoto. Die Taira banden ihre Schiffe zusammen, um eine größere stabile Plattform zu bilden, um Pfeile abzufeuern und den Nahkampf zu führen. 
In der Schlacht von Dan-no-ura, als die Taira von ihren Rivalen entscheidend geschlagen wurden, beging Tomomori wie viele seiner Clanmitglieder Suizid. Er band einen Anker an seine Füße und sprang ins Meer.

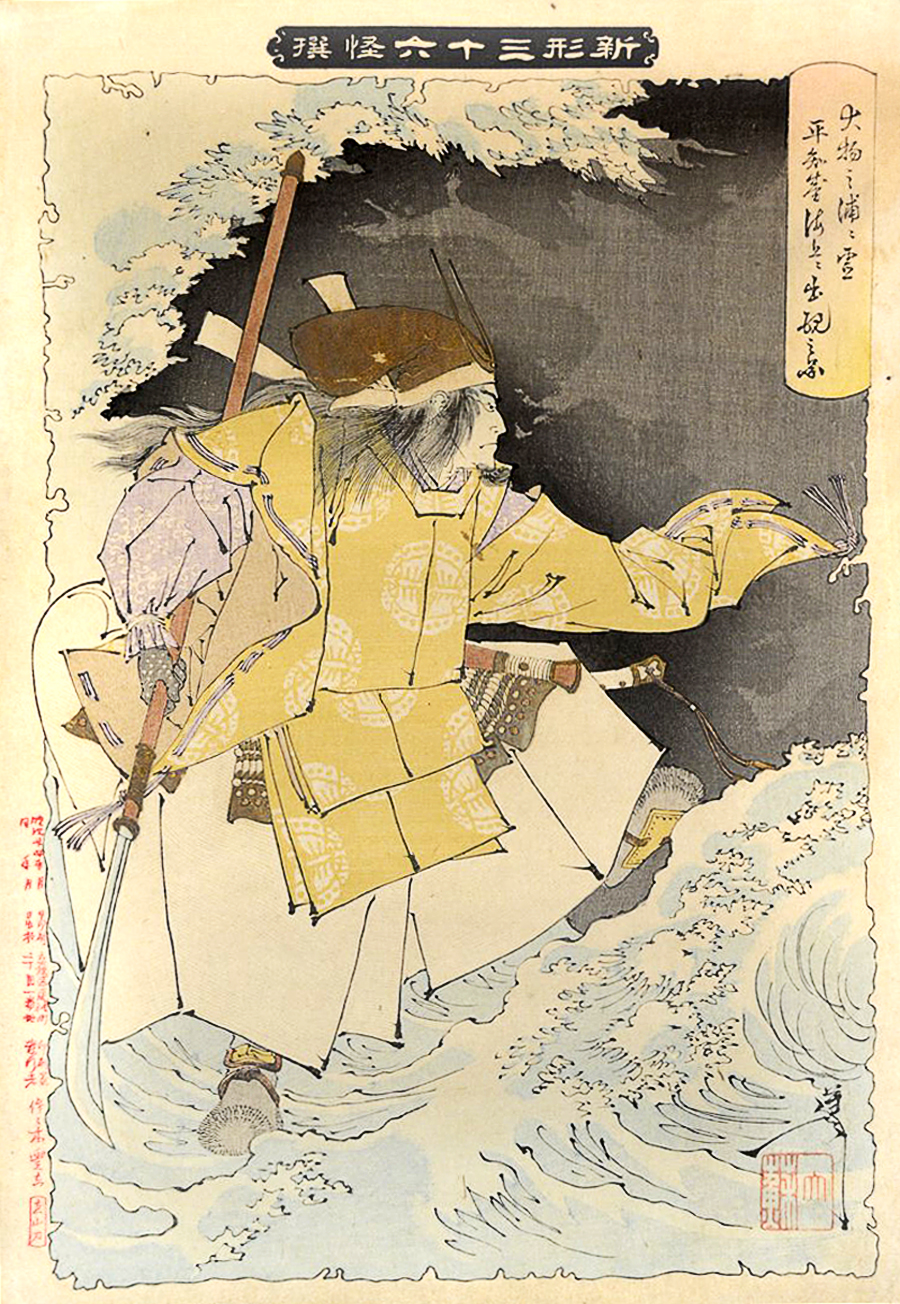
Der Geist von Taira no Tomomori kehrt an der Daimotsu-Bucht zurück, Darstellung von Yoshitoshi
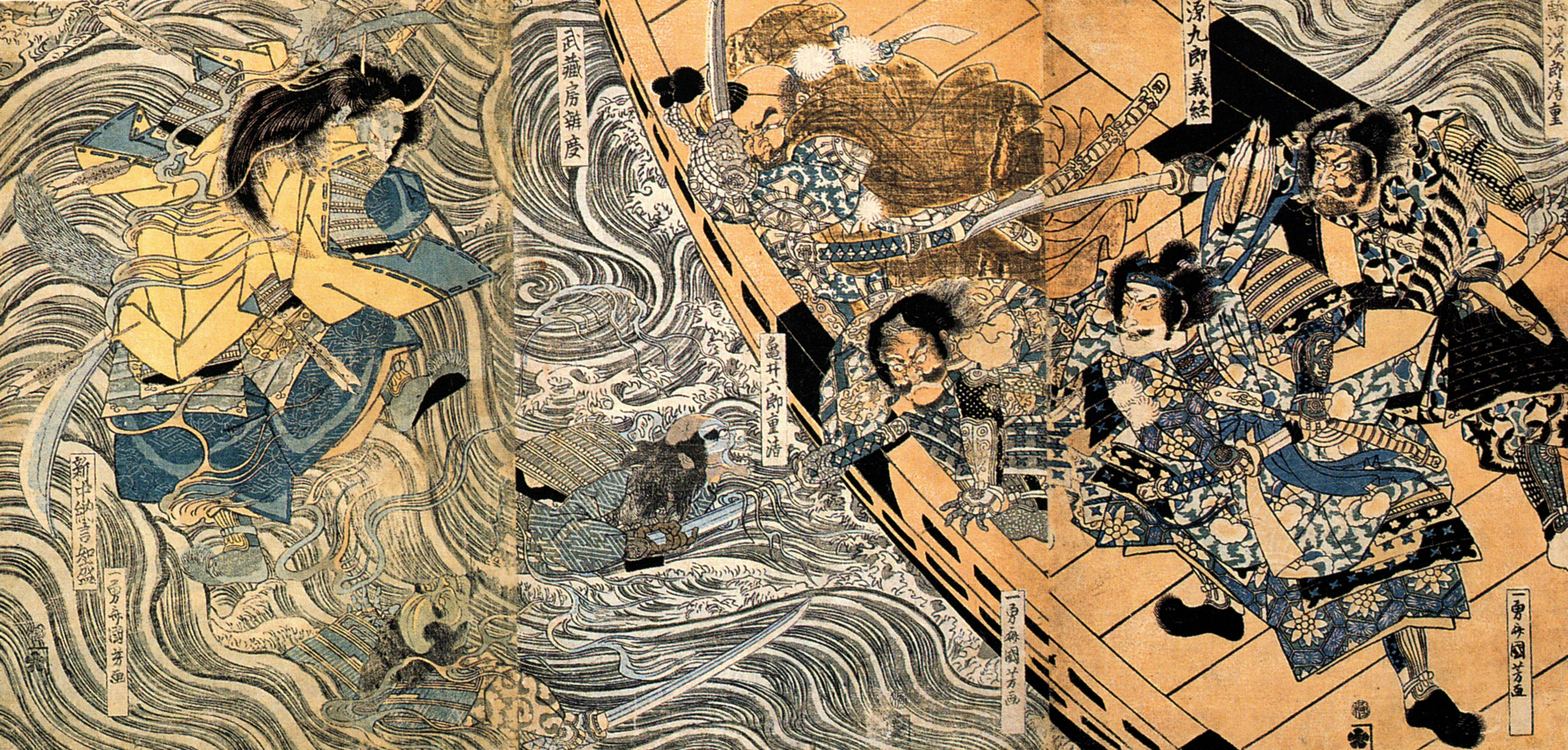
Gleiches Motiv, Darstellung von Kuniyoshi, der dieses Motiv oft verwendete
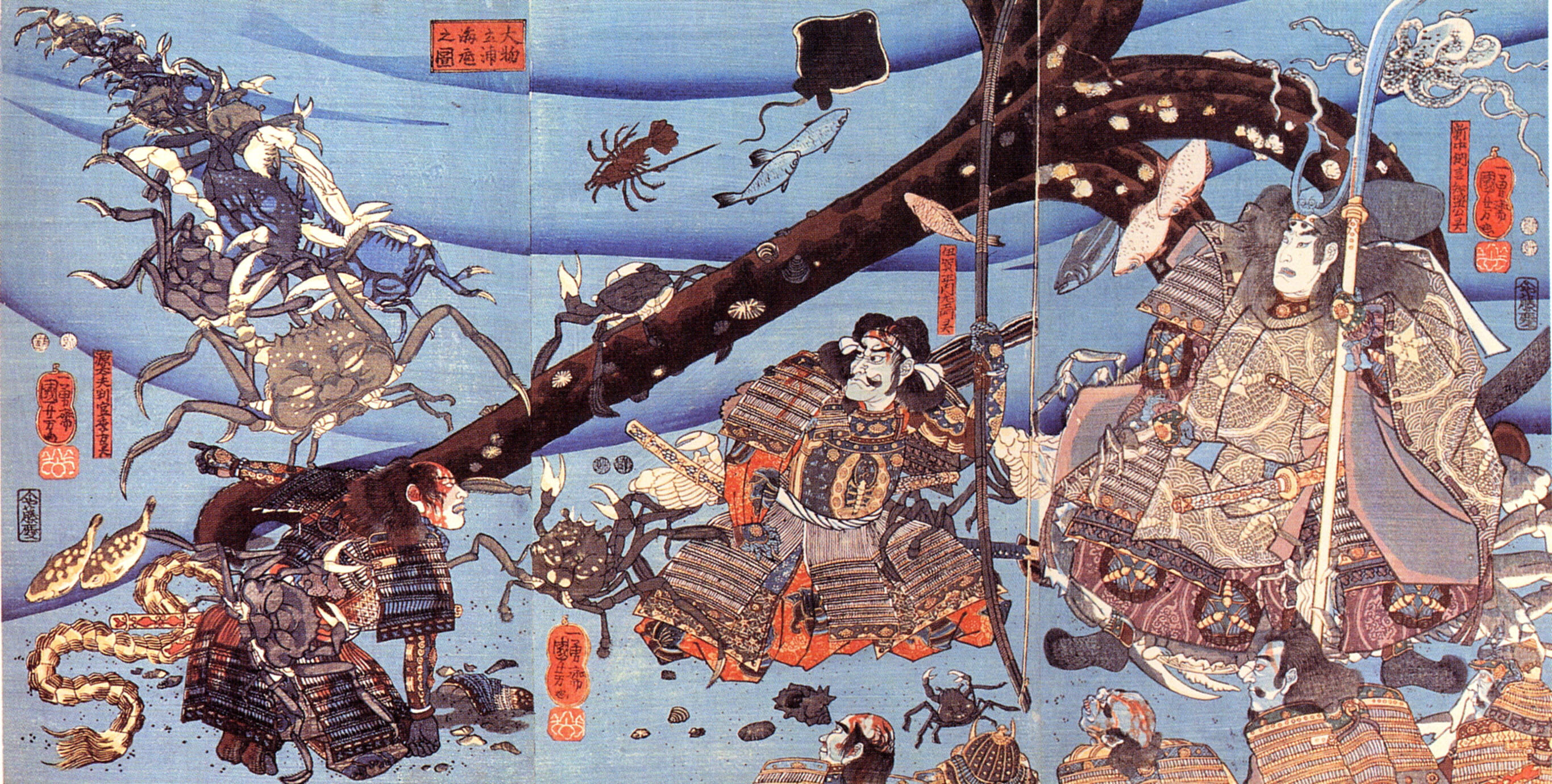
Eine weitere Darstellung von Kuniyoshi